# Allanburg (Ontario)
Allanburg [ˈælənbəɹg] ist eine Gemeinde innerhalb von Thorold, einer Stadt in Ontario. Sie liegt am Wellandkanal und am Highway 20, die beide wichtige Transportwege an der Niagara-Halbinsel sind.
Beide Wege kreuzen eine Hubbrücke, die als Brücke 11 von der Saint Lawrence Seaway Authority (Wasserpolizeibehörde) bezeichnet, aber oft einfach nur „Allanburg Bridge“ genannt wird. 2001 wurde die Brücke durch eine Kollision mit einem Schiff national bekannt.

## Einweihung des Wellandkanals
Am 30. November 1824 wurde der Grundstein für die Erbauung des ersten Wellandkanals gelegt. Heute erinnert eine Steinpyramide an der westlichen Auffahrt zur Hebebrücke an dieses Ereignis.

## Windoc-Zwischenfall
Am 9. August 2001 um ca. 9 Uhr abends kollidierte der Großraumfrachter Windoc mit der Hebebrücke. Das Ruderhaus des Schiffes und der Schornstein wurden durch die Kollision herabgerissen und an Bord brach ein Feuer aus. Führerlos trieb das Schiff flussabwärts und lief etwa 800 Meter von der Brücke entfernt auf Grund. Feuerwehrtruppen aus der gesamten Region rund um Niagara waren involviert in den Bemühungen, das Feuer zu löschen und parkten ihre Löschfahrzeuge an den Ufern des Kanals. Der beißende Qualm machte das Feuer dramatisch und die Videoaufnahmen wurden später in vielen Nachrichtensendungen gezeigt.
Es gab keine Toten, denn die Crew konnte das Ruderhaus verlassen, bevor es zerstört wurde. Der Kanal wurde für die Schifffahrt zwei Tage später wieder eröffnet, doch die Brücke wurde vorerst in der Position gesichert, in der sie sich zum Unfallzeitpunkt befand, um den Ingenieuren die Möglichkeit zu geben, die Unglücksursachen zu studieren und die Brücke zu reparieren. Der Verkehr durch die Stadtmitte von Niagara war zu diesem Zeitpunkt chaotisch, weil die Möglichkeiten den Kanal zu überqueren eingeschränkt waren. Umwege über den Thorold Tunnel im Norden von Allanburg mussten in Kauf genommen werden, um nach Niagara zu gelangen.
Schließlich konnte der Schaden an der Brücke gefunden und behoben werden. Seit dem Ereignis liegt die Windoc im Hafen von Montreal fest, manövrierunfähig und mit geflutetem Rumpf. Die spätere Untersuchung stellte fest, dass der übermüdete Brückenwärter die Brücke ein Stück weit herabließ, bevor das Schiff den Gefahrenbereich verlassen konnte.